# Scenopinus nitidifrons
Scenopinus nitidifrons är en tvåvingeart som först beskrevs av Krober 1913.  Scenopinus nitidifrons ingår i släktet Scenopinus och familjen fönsterflugor.
Artens utbredningsområde är Etiopien. Inga underarter finns listade i Catalogue of Life.